# Raionul Colomeea (pre-2020), Ivano-Frankivsk
Colomeea (în ucraineană Коломийський район, transliterat: Kolomîiskîi raion) este un raion în regiunea Ivano-Frankivsk, Ucraina. Reședința sa este orașul regional Colomeea, care nu aparține raionului.

## Demografie
Componența lingvistică a raionului Colomeea
     Ucraineană (99,54%)
     Alte limbi (0,42%)
Conform recensământului din 2001, majoritatea populației raionului Colomeea era vorbitoare de ucraineană (99,54%), existând în minoritate și vorbitori de alte limbi.